# Steinhuder Meerbach
De Steinhuder Meerbach, ook wel Meerbach, Bäke of Aue is een rivier in Nedersaksen, Duitsland die uitmondt in de Wezer. De rivier vormt de natuurlijke afwatering van het Steinhuder Meer, en loopt door het natuurgebied Meerbruch. De loop van de rivier is bijna geheel gekanaliseerd.

## Weblinks
- Umwelt Niedersachsen – Flächenverzeichnis Weser
- NiedersachsenViewer: Steinhuder Meerbach[dode link]
- NLWKN – Niedersächsische Umweltkarten: Steinhuder Meerbach